# So-Called Friends
| Recensione | Giudizio |
| ---------- | -------- |
| AllMusic   | [ 1 ]    |

So-Called Friends è un album discografico a nome del chitarrista e cantante blues Johnny Littlejohn, pubblicato dall'etichetta discografica Rooster Blues Records nel 1985.

## Tracce
Lato A
1. Bloody Tears – 2:32 (Willie Dixon)
2. Lottery Blues – 3:46 (Aron Burton)
3. So-Called Friends – 4:02 (John Funchess, Aron Burton)
4. Chips Flying Everywhere (I Can't Stay Here) – 4:07 (Andrew McMahon, via Charley Patton)
5. Two-Way Street – 2:24 (Aron Burton)
6. Just a Little Love – 4:24 (B.B. King)

Lato B
1. I Felt so Good – 4:02 (Aron Burton)
2. Seven Days Blues – 3:10 (Aron Burton)
3. Lost in the Jungle – 3:35 (Andrew McMahon)
4. Take One – 3:53 (John Funchess)
5. She's Too Much – 5:00 (John Funchess)

## Musicisti
Bloody Tears / Two-Way Street / Just a Little Love / Seven Days Blues / Lost in the Jungle / She's Too Much
- Johnny Littlejohn - voce, chitarra
- Aron Burton - basso
- Eddie Taylor - chitarra
- Lafayette Leake - pianoforte
- Casey Jones - batteria
- Bill McFarland - trombone
- Jerry Wilson - sassofono tenore
- A.C. Reed - sassofono tenore
- Sam Burckhardt - sassofono tenore
- Hank Ford - sassofono baritono
- Steele Sonny Seals - sassofono baritono
- Scott Yule - sassofono soprano (solo nel brano: Bloody Tears)
- Charles Beecham - tromba

Take One
- Johnny Littlejohn - chitarra
- Aron Burton - basso
- Larry Burton - chitarra
- Allen Batts - pianoforte
- Sam Lay - batteria

Lottery Blues / So-Called Friends / Chips Flying Everywhere (I Can't Stay Here) / I Felt so Good
- Johnny Littlejohn - voce, chitarra
- Aron Burton - basso
- Larry Burton - chitarra
- Allen Batts - pianoforte
- Sam Lay - batteria
- Bill McFarland - trombone
- Abb Locke - sassofono tenore
- Scott Yule - sassofono tenore (solo nel brano: Lottery Blues)
- Jerry Wilson - sassofono tenore (brani: So-Called Friends, Chips Flying Everywhere (I Can't Stay Here) e I Felt so Good)
- Sam Burckhardt - sassofono tenore
- Hank Ford - sassofono baritono
- Steele Sonny Seals - sassofono baritono

Note aggiuntive
- Jim O'Neal, Tom Radal e Johnny Littlejohn - produttori
- Aron Burton e Bill McFarland - assistenti alla produzione
- Bill McFarland - arrangiamento strumenti a fiato, direttore musicale
- Registrazioni effettuate al Tanglewood Recording Studios di Brookfield, Illinois, 1984/1985
- Michael Mollison - ingegnere delle registrazioni
- Larry Kodani - fotografie copertina album
- Jim O'Neal - fotografie retrocopertina album
- Mel Vapour - design album[3]